# Pentacon

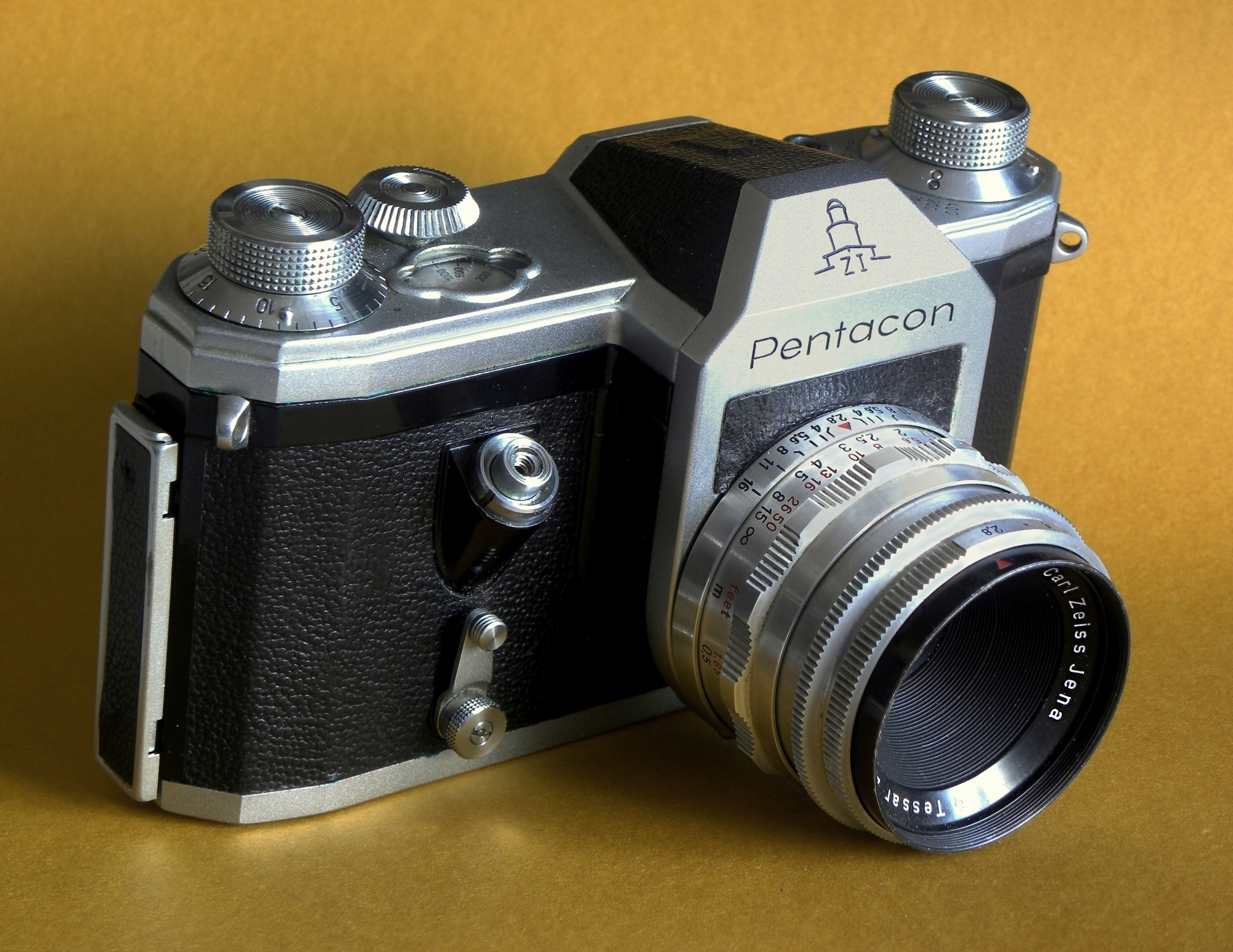
Aparat fotograficzny Pentacon (24x36 mm)

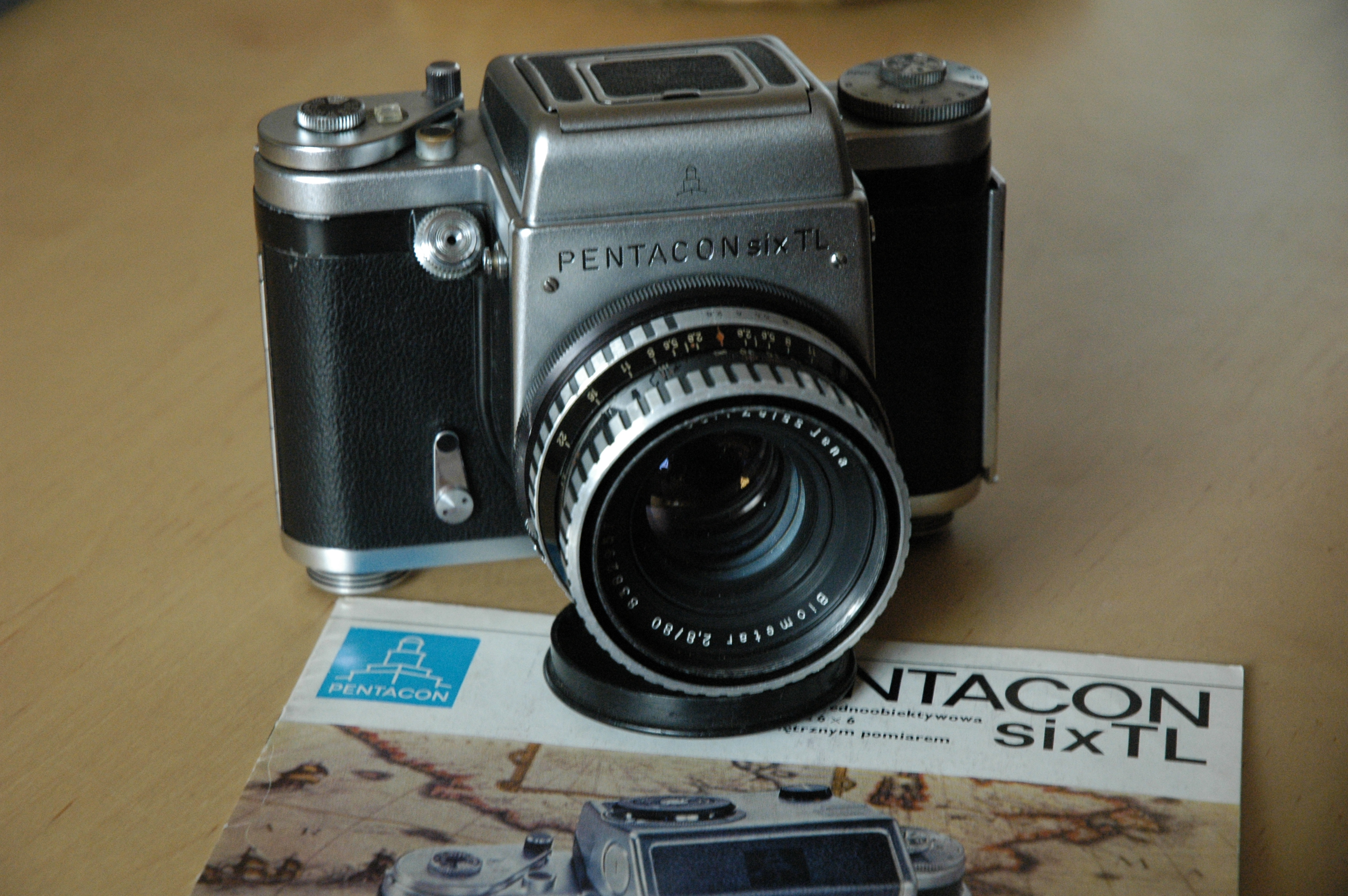
Aparat fotograficzny Pentacon six TL (6x6)

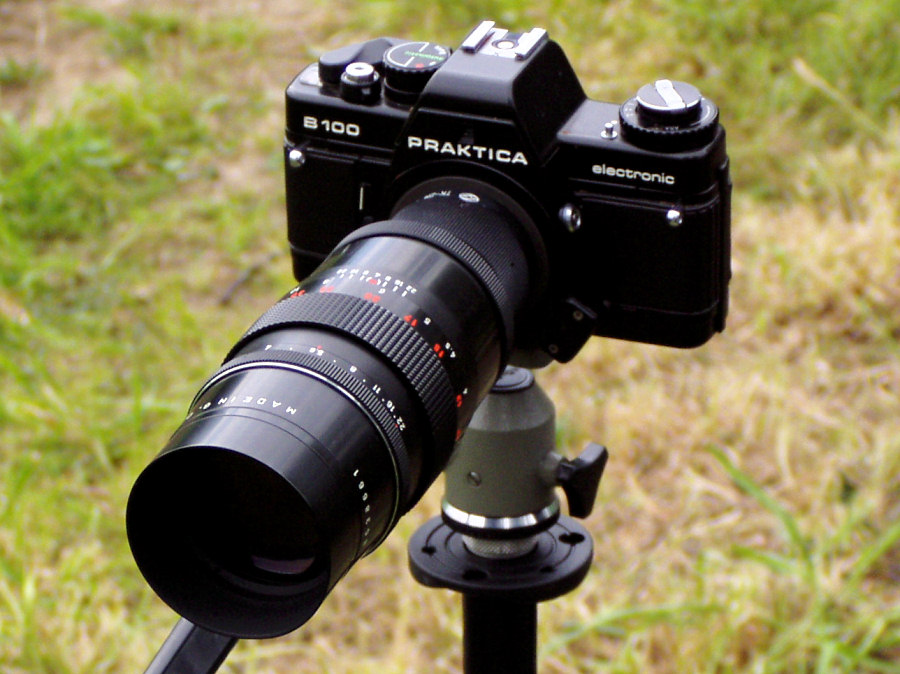
Obiektyw Pentacon 200mm/4 na aparacie Praktica B100

Pentacon – przedsiębiorstwo istniejące w NRD, mieszczące się przy Schandauer Straße 76 w Dreźnie.
Kombinat pod nazwą VEB Kamera und Kinowerke Dresden powstał w 1959 z połączenia kilku fabryk produkujących aparaty fotograficzne: Zeiss Ikon, Kamera-Werke, Belca, Altissa i Welta. W 1964 nazwę zmieniono na VEB Pentacon, wykorzystując słowo utworzone w początku lat 50. jako nazwę dla lustrzanek Contax S eksportowanych do krajów, w których nazwa Contax była zastrzeżona. W 1968 po wchłonięciu kolejnych zakładów: Ihagee, Meyer-Optik, Mentor i Certo przedsiębiorstwo zmieniło nazwę na Kombinat VEB Pentacon Dresden.
Zakłady Pentacon znane są z produkcji aparatów pod nazwą PENTACON, Praktica, Exakta, oraz obiektywów i akcesoriów fotograficznych.
W październiku 1990 przedsiębiorstwo Pentacon zostało postawione w stan likwidacji i w tym stanie wykupione przez Heinricha Mandermanna, właściciela m.in. zakładów optycznych Schneider-Kreuznach, który już w 1985 we współpracy z kombinatem Pentacon uruchomił w firmie Exakta Foto GmbH w Norymberdze produkcję aparatów fotograficznych Exakta 66 będących rozwinięciem konstrukcji aparatów Pentacon Six. Po zakupieniu kombinatu Pentacon i zmianie jego nazwy na Pentacon GmbH produkcję Exakty 66 przeniesiono do Drezna, gdzie kontynuowano ją do 2000 roku.
Przedsiębiorstwo produkowało m.in. aparaty marki Praktica.
Firma zakończyła produkcję aparatów 30 czerwca 2015, skupiając się na produkcji soczewek i laserów m.in. dla przemysłu.